# Distrito electoral de Fritsch (condado de Red Willow, Nebraska)
Fritsch (en inglés: Fritsch Precinct) es un distrito electoral ubicado en el condado de Red Willow en el estado estadounidense de Nebraska. En el Censo de 2010 tenía una población de 72 habitantes y una densidad poblacional de 0,78 personas por km².

## Geografía
Fritsch se encuentra ubicado en las coordenadas 40°18′24″N 100°28′40″O / 40.30667, -100.47778. Según la Oficina del Censo de los Estados Unidos, Fritsch tiene una superficie total de 92.86 km², que corresponden a tierra firme.

## Demografía
Según el censo de 2010, había 72 personas residiendo en Fritsch. La densidad de población era de 0,78 hab./km². De los 72 habitantes, Fritsch estaba compuesto por el 100% blancos.